# Fondul Proprietății Private
În anul 1992, în baza legii privind privatizarea societăților comerciale, s-au înființat cinci Fonduri ale Proprietății Private (FPP), cărora li s-a distribuit 30% din capitalul social al societăților comerciale românești.
Ulterior, cele cinci FPP-uri au devenit SIF-uri (Societate de investiții financiare).